# Amphibolurus
Amphibolurus – rodzaj jaszczurek z podrodziny Amphibolurinae w obrębie rodziny agamowatych (Agamidae).

## Zasięg występowania
Rodzaj obejmuje gatunki występujące w Australii włącznie z Tasmanią.

## Systematyka

### Etymologia
- Grammatophora: gr. γραμμα gramma, γραμματος grammatos „linia”, od γραφω graphō „pisać”[6]; -φορος -phoros „noszący”, od φερω pherō „nosić”[7]. Nomen oblitum.
- Amphibolurus: gr. αμφίβολος amphibolos „dwuznaczny, obustronny”[8]; ουρα oura „ogon”[9]. Nazwa zastępcza dla Grammatophora Kaup, 1827.

### Podział systematyczny
Do rodzaju należą następujące gatunki:
- Amphibolurus burnsi (Wells & Wellington, 1985)
- Amphibolurus centralis (Loveridge, 1933)
- Amphibolurus muricatus (White, 1790)
- Amphibolurus norrisi Witten & Coventry, 1984